# Erebus bismarcia
Erebus bismarcia är en fjärilsart som beskrevs av George Francis Hampson 1913. Erebus bismarcia ingår i släktet Erebus och familjen nattflyn. Inga underarter finns listade i Catalogue of Life.